# 十六結
十六結，是台灣宜蘭縣礁溪鄉的一個傳統地域名稱。位於該鄉中部偏東。相較於今日行政區，其範圍大致為三民村西北半部。

## 歷史
台灣清治末期，十六結地區為一街庄，稱為「十六結庄」，隸屬於四圍堡。該庄昔日東北及東南隔得子口溪分別與礁溪庄及七結庄、番割田庄為界，西南為柴圍庄，西北邊為林尾庄。
1901年（日治明治三十四年）11月，廢縣廳改設二十廳，該庄隸屬於宜蘭廳，編入第三區。1905年（明治三十八年）7月，該區改名「礁溪區」。1909年（明治四十二年）10月，合併二十廳為十二廳，該庄仍隸屬於宜蘭廳。1920年（大正九年），廢十二廳改設五州二廳，該庄改制為「十六結」大字，隸屬於臺北州宜蘭郡礁溪庄，大字下有「十六結」、「三圍」小字名。
戰後礁溪庄改制為礁溪鄉，隸屬於臺北縣，大字亦改制為村。1950年10月，北、基、宜分治，礁溪鄉改隸屬於宜蘭縣。

## 聚落
本地區發展較早的聚落有十六結、三圍、楓腳等，在日治期初期的官方地圖上已有記載。

## 交通
台鐵宜蘭線是台灣東北部鐵路幹線，大致以北北東—南南西走向經過十六結地區東部邊界外不遠處。鄰近地區未設站，北側最近的是礁溪車站，屬三等站，停靠少部分普悠瑪號、太魯閣號、自強號，大部分莒光號、復興號，及全部區間快車與區間車；南側最近的是四城車站，屬甲種簡易站，僅停靠區間車。由此等可前往台鐵沿線各地。
省道台9線（礁溪路三段）又稱「東部幹線」，是台北經東台灣至屏東楓港的幹道，大致以北向南轉北北東—南南西走向經過本地區東部邉界外緣地帶。由該道路向北可前往礁溪市區、頭城西南部、坪林、石碇、新店等地，向南南西轉南可前往宜蘭、五結、羅東、冬山、蘇澳等地。
鄉道宜6線（十六結路）是林美至車路頭的道路，大致以西北—東南走向經過本地區中部。由該道路向西北可前往林尾並止於佛光大學叉路路口，向東南可前往七結、三十九結、茅埔南部、車路頭並止於縣道192號路口。
鄉道宜5線是湯圍至結頭份的道路，大致先以東北—西南走向轉東向西蜿蜒經過本地區北部山腳地帶凸出部分，再以西北西—東南東走向轉北向南經過本地區西南部凸出部分，兩路段中間經過林尾地區。由該道路北段向東北可前往得子口、湯圍並止於中山路二段（省道台9線舊線）路口，由南段向南可前往柴圍、四結、大陂龍潭、二結、枕頭山、結頭分西北部、內員山並止於省道台7丁線路口。

## 學校
- 宜蘭縣礁溪鄉三民國民小學